# Francmasonería en Ecuador

La escuadra (símbolo de la rectitud) y el compás (símbolo de los límites con los que debe mantenerse cualquier masón respecto a los demás, sobre todo respecto a los demás masones) son quizá los dos símbolos masónicos más conocidos. Aquí aparece también la letra "G", símbolo de la masonería que representa al Gran Arquitecto del Universo.

La francmasonería, actividad masónica en la República del Ecuador.

## Antecedentes
La francmasonería o masonería es una organización sincretista e iniciática que en el Ecuador ha mantenido una presencia continua a lo largo de su historia, así como otros países de la región como Argentina, Bolivia, Chile o Venezuela.
Se reconoce históricamente al Dr. Eugenio Espejo como el iniciador de la Masonería en el Ecuador y durante el proceso de liberación de América del Sur, tuvo una incidencia importante en la historia política del País a través del proceso revolucionario de ese entonces. Dentro de los hechos libertarios en los que participaron los masones ecuatorianos de esa época está el de la matanza de los próceres del 2 de agosto de 1810 que costó la vida a varios de ellos. Durante el inicio del período republicano, el territorio ecuatoriano fue declarado "Territorio Libre", y la francmasonería ecuatoriana operó dependiendo de la Francmasonería del Perú.
El presidente Gabriel García Moreno prohibió la práctica de la masonería en el país, en 1869 promulgó por decreto que todo aquel denunciado como masón fuera llevado a consejo de guerra.
Durante el período de la Revolución Liberal, se produce un nuevo proceso de renacer de la masonería, principalmente guiado por el general Eloy Alfaro, la cual terminó su linchamiento en la Hoguera Bárbara, como resultado de una contrarrevolución liderada por la corriente conservadora del país.
El trabajo de la francmasonería en el Ecuador es intermitente, determinado en gran parte por las situaciones políticas, económicas y religiosas dentro de las que ha estado circunscrito el país. No fue sino hasta cuando José María Velasco Ibarra gobernara la nación durante tres períodos seguidos, que la masonería trabajó con relativa continuidad en todo el país, especialmente en las ciudades de Quito y Guayaquil. a partir de los años treinta.

## Historia

### Período Colonial
La francmasonería, al menos en su concepto especulativo, se presentó en el Ecuador hacia el final del período colonial y como un antecedente inmediato de los procesos emancipadores.
Aunque no se descarta que antes del siglo XVIII hayan existido otro tipo logias de tipo u orden Masónico, existe acuerdo entre los historiadores que uno de los principales artífices del proceso emancipador fue el Dr. Eugenio Espejo (iniciado en la Logia "El Arcano sublime de la Filantropía" de Bogotá) participó de manera activa en la creación de este tipo de agrupaciones y talleres en el territorio de Quito.
Según el historiador Jorge Núñez Sánchez, las raíces masónicas del Ecuador se remontan a Eugenio Espejo. En Quito, en el año de 1792: "Eugenio Espejo fundó la primera logia: La Escuela de la Concordia, que tuvo una activa participación en el movimiento de Independencia de 1809".
Tras la muerte de Espejo, sería Juan Pío Montúfar quien quedaría a cargo, para, posteriormente, convertirse en la primera logia masónica fundada en el territorio del Ecuador, como una logia Lautarina, de nombre "Ley Natural" que funcionó bajo los auspicios de la Potencia Masónica de Nueva Granada. Participando en ella varios ilustres quiteños como Manuel Quiroga, José de Ascázubi, José Jerez, Manuel Rodríguez, José Vélez, entre otros.
Al vincularse operativamente con el proceso de emancipación política, el crecimiento de las Logias fue impetuoso, y la orden se desarrolló de manera inigualable, los miembros pudieron desarrollar las formas extremas de fraternidad que se producen durante una guerra, como lo fue la guerra de liberación comandada por Simón Bolívar (quien luego abjurara de la masonería) él y otros masones en sus luchas libertarias irían fundando las ya denominadas "logias lautarinas".
En el año de 1820 en Guayaquil se forma la Logia Estrella de Guayaquil, cuyos miembros, entre los que se encontraban José Joaquín de Olmedo, José de Villamil, Miguel de Letamendi, Luis Urdaneta, León de Febres Cordero, etc., en la gesta denominada "la Fragua de Vulcano", consiguieron el 9 de octubre la libertad de Guayaquil de manera incruenta, conforme al plan trazado en logia. Gracias al trabajo de dichos masones, por primera vez en lo que hoy es suelo ecuatoriano se logró una verdadera y efectiva libertad, organizándose la División Protectora de Quito que, luego de casi dos años de dura lucha, logró hacer ondear triunfante la bandera albiceleste en el Pichincha.

### Época republicana

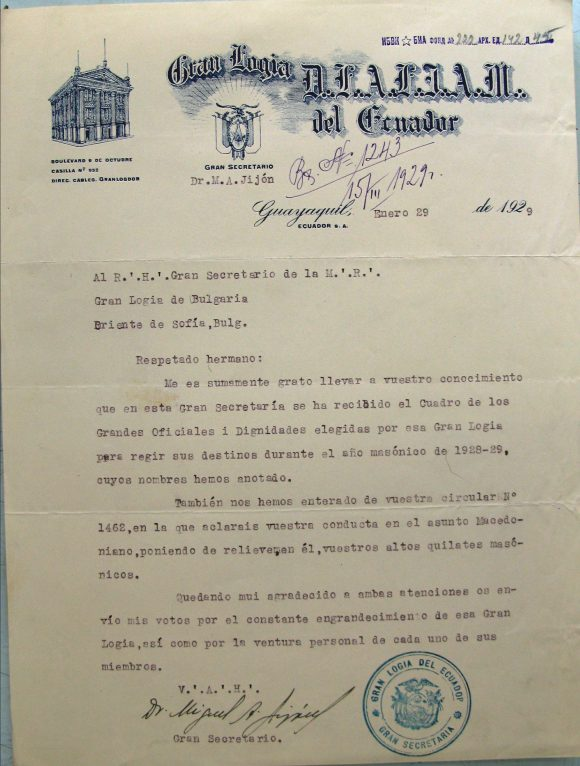
Carta de la Gran Logia del Ecuador a la Gran Logia de Bulgaria, 29 de enero de 1929

Durante la Época Republicana, es importante anotar que en 1824 para enfrentar al gobierno de Juan José Flores se organiza en Quito el grupo denominado Sociedad de El Quiteño Libre, la misma que estaba integrada por masones como el general Manuel Matheu, coronel Francisco Hall, José María Sáenz, Pedro Moncayo y Esparza.
En 1857 la Gran Logia de los Antiguos Libres y Aceptados Masones del Perú, expidió una autorización para el trabajo de la masonería en Guayaquil. 
Por 1859 estaba establecida en Guayaquil la Logia Filantrópica.
Según el Diccionario Enciclopédico de la Masonería "el dominio absoluto de la teocracia en toda la política y en la vida pública del país ha sido la causa de que hasta 1866 no hubiese podido existir cuerpo masónico alguno en la república", explica también que los masones fueron "encarnizada y brutalmente perseguidos por el clero católico", no obstante, a pesar de estas limitaciones, indica que algún tiempo después "por autorización del Supremo Consejo del Rito Escocés Antiguo y Aceptado, de la Jurisdicción de los Estados Unidos del Sur, se había podido establecer algunos talleres que trabajaban con mayor sigilo"
Al iniciarse 1878 la transformación liberal solicita carta del Gran Oriente del Perú y funda un taller que se llamó "Redención" y que al retornar el dominio conservador desapareció, sus trabajos prosperaron durante dos años, hasta que las luchas políticas del país y la absorbente influencia del clero, obligaron a los masones a suspender sus trabajos.
Quedó entonces vacante el territorio ecuatoriano y que fue ocupado en abril de 1897 por la Gran Logia de los Antiguos Libres y Aceptados Masones del Perú, quienes establecieron en Guayaquil la logia “Luz del Guayas”.

### Época moderna
Hasta el año 1921, las logias masónicas regulares dependían de la Gran Logia del Perú que era reconocida por el ente regulador del Gran Oriente de Inglaterra, fue esta Gran Logia la que otorgó la carta constitutiva a la Gran Logia del Ecuador (GLE) - Gran Logia de los Antiguos Libres y Aceptados Masones del Ecuador, con sede en Guayaquil, en ese mismo año. Cabe destacar que antes de 1921 existían ya en Ecuador otras Logias regulares en el territorio ecuatoriano.
En el año 1979 se constituye la Gran Logia Equinoccial del Ecuador (GLEDE) con sede en Quito a partir de miembros pertenecientes a varias logias de la Gran Logia del Ecuador y otros miembros de la Orden, siguiendo su propio camino y estableciendo contacto con Obediencias Masónicas afines al Gran Oriente de Francia y otros Grandes Orientes.
En el año 1990 y con el auspicio de la Gran Logia Equinoccial del Ecuador, se forma en la ciudad de Cuenca la Muy Respetable Gran Logia del Austro Ecuatoriano. De la Gran Logia del Austro Ecuatoriano nacen otras logias existentes en la región.

#### Relaciones GLE y GLEDE
Desde la creación de la GLEDE, han existido varios procesos de acercamiento entre estas dos potencias masónicas en el Ecuador.
El 30 de agosto de 1988, en la ciudad de Guayaquil, con los auspicios de la Confederación Masónica Interamericana (CMI), se firma el primer Protocolo de convivencia, ente la Gran Logia Equinoccial del Ecuador (GLEDE) y la Gran Logia del Ecuador (GLE), documento registrado ante Notario Público, que posteriormente fue desconocido por la GLE.
En la ciudad de Quito, el 9 de julio de 2008, la GLEDE y la GLE firman un nuevo Convenio de Paz y Amistad. Dicho convenio no fue aceptado por la asamblea general de la GLE, sumados a los posteriores problemas internos que existieron en la GLE por, se suspendieron las relaciones entre dichas organizaciones.
El 18 de junio de 2015, en la ciudad de Quito, previa aprobación de sus respectivas Juntas Directivas, se firma el "Protocolo de Coexistencia Armónica e Independiente" entre la GLE y la GLEDE, representadas por sus Grandes Maestros Humberto Plaza Argüello y Jaime Gutiérrez Pozo respectivamente.
La firma de dicho Protocolo permitió a la GLEDE su incorporación como miembro de pleno derecho ante la CMI, el 24 de julio del 2015.
En el 2019, en el período del Muy Respetable Gran Maestro Carlos Alejandro Balladares Grazzo, la asamblea general extraordinaria de la GLE el sábado 6 de julio, toma la resolución por unanimidad de dar por terminado y concluido el mencionado Protocolo, la GLE emitió un informe en el que manifestó que no esta dispuesta a compartir su jurisdicción territorial con ningún Gran Oriente o Gran Logia.

#### Participación de la mujer
La Masonería Femenina y la Masonería Mixta están teniendo una importante participación en la vida masónica del país, impulsada en los últimos años por la creación y adscripción de varios Orientes y Logias que promueven este tipo de filosofía y funcionamiento.
En el caso de la Masonería Mixta, se tiene un registro de su presencia en el territorio ecuatoriano desde el año 1988.

## Grandes Logias, Grandes Orientes y Altos Cuerpos de Grados Colaterales del Ecuador
Las Grandes Logias y Grandes Orientes que existen en el Ecuador administran grados simbólicos (1.º al 3.º), mientras los Supremos Consejos, Grandes Capítulos u otros altos cuerpos, administran los grados colaterales (4.º en adelante) de distintos Ritos. Algunas Grandes Logias y Grandes Orientes están relacionados o incluyen en su organización uno o más altos cuerpos de grados colaterales o viceversa. Todos estos organismos masónicos de grados simbólicos y colaterales se consideran y proclaman "regulares" desde la concepción de regularidad propia de la tendencia a la que pertenecen.
Supremo Consejo de Soberanos Grandes Inspectores Generales Grado 33 para la República del Ecuador
Fundado en 1910, denominado Supremo Consejo de Soberanos Grandes Inspectores Generales, Caballeros Comendadores de la Casa del Templo de Salomón del Grado XXXIII del Antiguo y Aceptado Rito Escocés de la Francmasonería para la jurisdicción de la República del Ecuador, y sus dependencias masónicas, tiene sede en la ciudad de Guayaquil. Este Supremo Consejo sigue la línea de regularidad del grupo internacional de Supremos Consejos liderado por el Supremo Consejo de la Jurisdicción Sur de los Estados Unidos de América. Sus miembros históricamente han trabajado en el simbolismo en logias de la Gran Logia del Ecuador, aunque en ocasiones se han roto las relaciones entre la Gran Logia y el Supremo Consejo.
Gran Logia del Ecuador (GLE)
Fundada en 1921, denominada Gran Logia de los Antiguos Libres y Aceptados Masones del Ecuador, con sede en la ciudad de Guayaquil, es la más antigua Gran Logia ecuatoriana con vigencia actual. Forma parte de la Confederación Masónica Interamericana (CMI). Sigue la línea de la regularidad inglesa liderada por la Gran Logia Unida de Inglaterra. Trabaja bajo el Rito de York y otros. 
Gran Logia Equinoccial del Ecuador (GLEDE)
Fundada en 1979, recibió la incorporación de las logias de la Serenísima Gran Logia Nacional del Ecuador, la que abatió grandes columnas. Tiene su sede en la ciudad de Quito. Sus logias practican el Rito Escocés Antiguo y Aceptado, el Rito de York y el Rito Francés. Tiene Logias en las ciudades de Quito, Cuenca, Riobamba, Loja, Latacunga, Ambato, Manta, Guayaquil, Guaranda, Ibarra, Machala, Santo Domingo de los Tsachilas, Esmeraldas. También forma parte de la Confederación Masónica Interamericana (CMI).mantiene un repositorio digital sobre temas de la Orden. 
Supremo Consejo de Grandes Inspectores Generales del Rito Escocés Antiguo y Aceptado para la República del Ecuador
Fundado en 1980. Sigue la línea de regularidad internacional de los Supremos Consejos liderado por la Gran Logia de Francia y forma parte de su organización regional. Sus miembros trabajan en el simbolismo en logias de la Gran Logia Equinoccial del Ecuador, con la que tiene un convenio de relaciones fraternales.
Gran Oriente Latinoamericano (GOLA)
Fundado en Francia en 1984 por masones exiliados chilenos, recibió Carta Patente del Gran Oriente de Francia con el nombre de Gran Oriente de Chile en el Exilio. En 1990 adoptó el nombre de Gran Oriente Latinoamericano (GOLA). Está organizado en Regiones distribuidas en los continentes europeo y americano. En Quito tiene su sede la Región Ecuatorial. En Quito se formó su segunda logia en el continente americano. Sus logias son mixtas y trabajan en Rito Francés y Rito Escocés. Forma parte de CLIPSAS y sigue la línea de regularidad adogmática y liberal.
Gran Oriente Ecuatoriano Nueva Era (GROENE)
Se fundó en 1988 con dependencia de la Gran Logia de Arquitectos de Acuario de Brasil y se conformó en Potencia Independiente en 2007, mediante cesión de territorio. Tiene su sede en la ciudad de Quito, donde tienen 8 talleres. Patrocina talleres mixtos. Cuentan con tres talleres en la ciudad de Cuenca, dos talleres en la ciudad de Latacunga y dos talleres en la ciudad de Manta. De sus logias,13 trabajan en el Rito Escocés Antiguo y Aceptado y Rectificado y 2 logias trabajan en el Rito Francés o Moderno.
El GROENE es reconocido a nivel internacional, en relación con los grados simbólicos forma parte de la Confederación Interamericana de Masonería Simbólica –CIMAS y del Centro de Enlace e Información de las Potencias Masónicas Signatarias del Llamamiento de Estrasburgo CLIPSAS; en los grados filosóficos de la Federación Americana de Supremos Consejos del REAA – FASCREAA y de la Conferencia Continental de las Jurisdicciones Escocesas Humanistas de las Américas CCJEHA, esta última creada en Cuenca en septiembre de 2019.
Gran Logia del Austro Ecuatoriano (GLAE)
Fundada en 1990, mediante Carta Patente de la Gran Logia Equinoccial del Ecuador, tiene su sede en la Ciudad de Cuenca. La conforman talleres masculinos y mixtos de Rito Escocés Antiguo y Aceptado y Rito Francés. Cuentan con una Logia en la ciudad de Loja.
Gran Logia Occidental del Ecuador (GLODE)
Fundada en el 1998, Tiene su sede en la ciudad de Guayaquil.
Soberano Santuario del Ecuador, Rito Antiguo y Primitivo de Memphis
Fundado en el 2001, denominado Rito Masónico de Memphis.
Academia Francmasónica Ecuatoriana (AFE)
Fundada en 2004 tiene su sede en Quito. Abarca grados colaterales (altos grados), gobernados por el Supremo Consejo del Rito, y grados de capacitación (simbolismo), gobernados por el Gobierno Federal de las Logias de Capacitación. Se estableció en Ecuador en el año 1998 a través de la Logia Madre Francisco de Miranda, Sección Ecuador, y está confederada a la Academia Francmasónica Grancolombiana (Rito Primitivo). Sigue la línea masónica liberal-progresista.
Gran Logia Distrital del Norte
Fundada el 18 de junio del 2005. Gran Logia Regular de origen, adscrita a la Gran Logia del Ecuador hasta el año 2016 y posteriormente continua bajo un régimen de independencia, conservando los territorios masónicos de las provincias que constan en su Carta Patente actualmente vigente Con sede en la ciudad de Quito. Trabaja en el Rito de York.
Gran Logia Distrital del Centro
Tiene su sede en la ciudad de Riobamba. Fue fundada el 18 de junio del 2005, estuvo adscrita a la Gran Logia del Ecuador hasta el año 2015. Trabaja dentro de un régimen de independencia sobre los territorios masónicos de acuerdo a su Carta Patente. Sus Logias Simbólicas practican el Rito Escocés Antiguo y Aceptado y el Rito de York.
Gran Logia Distrital del Sur
Fundada el 18 de junio del 2005, esta Gran Logia, Regular de origen, ejerció de manera descentralizada la autoridad de la Gran Logia del Ecuador, a la que estuvo adscrita, hasta el año 2015. Luego ha continuado su trabajo bajo un régimen de independencia, conservando los territorios masónicos de las provincias que constan en su Carta Patente Única de Constitución (Azuay, Cañar, Loja, Zamora Chinchipe y Morona Santiago). Tiene su sede en la ciudad de Cuenca y en la actualidad se encuentra adscrita al Supremo Consejo de Soberanos Grandes Inspectores Generales Grado 33 para la República del Ecuador. Sus Logias Simbólicas practican el Rito Escocés Antiguo y Aceptado.
Gran Oriente del Ecuador (GODE)
Fundado en 2007, con sede en Quito, de rito Francés. Reconocido por el Gran Oriente de Francia. Sigue la línea de regularidad adogmática y liberal. 
Gran Oriente Unido de la República del Ecuador (GOUDRE)
Fundado en 2007, con sede en Quito constituido por talleres mixtos y femenino, de Rito Francés. Fue reconocido por el Gran Oriente de Francia. Sigue la línea de regularidad adogmática y liberal.
Orden Masónica Mixta Internacional "Le Droit Humain" - "El Derecho Humano" (OMMI)
Presente desde 2010 en el territorio ecuatoriano, Le Droit Humain es la primera Obediencia Masónica mixta del mundo y afirma la igualdad del hombre y de la mujer, a partir del 25 de septiembre de 2021 inició funcionando como Triángulo y actualmente a través de la Respetable Logia Simbólica Nro. 2162  "Mitad del Mundo" al Oriente de Quito, trabaja en el R∴E∴A∴A∴
Libérrima Gran Logia Geodésica Equatorial (LGLGE)
Se fundó como potencia independiente en 2010 en la ciudad de Riobamba. Trabaja en Rito de York en Riobamba, Quito, Cuenca y Salcedo. 
Gran Logia Suramericana Oriente de Ecuador
Fundada en 2010 con sede en la ciudad de Quito. Trabaja en el Rito de York y tiene logias mixtas. 
Sublime Consejo del Rito Moderno para el Ecuador (SCRME) y Gran Logia Mixta de los Andes Ecuatoriales (GLMAE)
Fundados en 2011, con sede en la ciudad de Quito. Trabajan en Rito Francés. Cuentan con el reconocimiento del Supremo Conselho do Rito Moderno de Brasil, Grand Chapter General of the Modern Rite for North America and the Caribbean, Gran Oriente de Colombia, Gran Capítulo General Mixto del Rito Moderno para Bélgica, Unión Masónica Universal del Rito Moderno (UMURM). Miembro de la Unión Masónica Universal del Rito Moderno (UMURM) y del Supremo Consejo del Rito Moderno de Brasil Administra hasta el V Orden, Grado 9 y último del Rito Francés. Tiene talleres en Ecuador, España y México.
Muy Real Gran Logia Unida del Ecuador (GLUE)
Fundada en 2013, con Carta Patente de la Gran Logia Simbólica de la Argentina. Sus logias trabajan en los Ritos de York, Escocés, Francés, Templario y Memphis. Cuenta con un Instituto Masónico Internacional para estudios Simbólicos y Supremos Consejos de los Ritos Escocés, Memphis, Masonería Templaria, York, Emulación (Real Arco) y Francés. Tiene logias femeninas, mixtas y fraternidades para jóvenes. Crea la Universidad Meridiano con su Instituto Masónico Internacional desde el año 2010 que inician sus trabajos con la R∴ L∴ Caballeros de la Cruz del Sur en Rito Natural Ecuatoriano.
Sus múltiples convenios y tratados han sido de mucha importancia. Fue otorgada la Carta al Supremo Consejo de R∴E∴A∴A∴ por la Gran Logia de Habla Hispana de EE. UU. (2013) y por otros países en los otros Ritos. En su estructura orgánica tiene el Supremo Consejo de Ritos y Supremo Consejo Simbólico del Ecuador.
Gran Logia Masónica Ordinis Baphomet - Bautismo de Conocimiento (GLOB)
Fundada el 6 de junio de 2014, tiene acuerdo Ministerial otorgado por el Ministerio de Justicia, Derechos humanos y Cultos de la República del Ecuador Número MJDHC-SDHC-2018-0007-A, su Templo Masónico se encuentra ubicado en Cumbayá - Ecuador en la ciudad de Quito, su principal objetivo es la difusión del conocimiento esotérico, simbólico e histórico masónico a todo iniciado masón, así como la aplicación de estas enseñanzas en construir un templo social mejor a través del conocimiento y la filantropía. Trabajan en los ritos de York, Memphis y R∴E∴A∴A∴, tiene como lema: “Que la Luz del Conocimiento brille eternamente, trabajamos desde las sombras para dar Luz a la humanidad”.
Tiene Convenios de reconocimiento mutuo y amistad con otras órdenes masónicas iniciáticas como la Gran Dieta Mixta Internacional, El Supremo Consejo Suramericano 33*, El Supremo Consejo Ordinis Baphomet 33*, La Gran Logia del Austro Ecuatoriano, La Gran Logia Oriental del Perú, La Gran Logia de Cochabamba – Bolivia, El Supremo Consejo y Gran Colegio de Rito Escocés Antiguo y Aceptado de Canadá, Ordine Massonico Tradizionale Italiano, Soberano Santuario del Rito de Memphis (Azogues – Ecuador), entre otras.
Tiene convenio para que sus MM∴MM∴ continúen sus estudios masónicos en grados filosóficos en R∴E∴A∴A∴ con el Supremo Consejo Masónico Ordinis Baphomet 33* (SCOB 33*),  con el cual comparten el mismo templo, las dos Potencias son Soberanas e independientes y son miembros de la Orden y Confederación esotérica Ordinis Baphomet (OCOB),  la cual es Soberana e independiente como las anteriores.
Gran Logia del Rito Escocés Antiguo y Aceptado del Ecuador (GLREAADE)
Fundada con los auspicios de la Gran Logia de Francia mediante Carta Patente suscrita el 23 de junio de 2016, la Gran Logia del Rito Escocés Antiguo y Aceptado del Ecuador con sede en la ciudad de Quito, ha sido también legalmente reconocida por el Ministerio de Justicia, Derechos Humanos y Cultos como consta en el Acuerdo Ministerial n.º 1257 publicado en el Segundo Suplemento al Registro Oficial n.º 802 de 21 de julio de 2016.  Con jurisdicción Nacional, esta Gran Logia se encuentra en franco crecimiento bajo el cobijo de la Gran Logia de Francia, custodio del Rito Escocés Antiguo y Aceptado.
Ritual de Emulación
Bajo los Auspicios de la Gran Logia Autónoma de Chile el 3 de noviembre de 2016 se consagra e instala la primera Logia del Rito de Emulación en la ciudad de Guayaquil "Hijos de la Luz No. 13", siendo su primer Venerable Maestro, el Q∴H∴ Raúl Silva. Conjuntamente con ella y bajo los auspicios del Supremo Gran Capítulo de Chile de los Masones del Arco Real de Jerusalén fue instalado y consagrado el Capítulo del Arco Real "Hijos de la Luz". De esta manera se da comienzo a la difusión del Rito de Emulación y sus órdenes colaterales en Ecuador.[cita requerida]
Capítulo Nuevo Mundo
En diciembre de 2021 levanta columnas en Quito un taller para grados filosóficos, bajo los auspicios del Capítulo libre y Soberano Nuevo Mundo del Valle de Bélgica. Este Capítulo funciona según el Rito Escocés, de manera mixta, adogmática, multicultural y extraterritorial.[cita requerida]
Gran Capítulo Supremo del Real Arco del Ecuador 
El 19 de octubre de 2024 A.D. se erigió, consagró e instaló el Gran Capítulo Supremo del Real Arco del Ecuador, por parte del Gran Capítulo Supremo del Real Arco de Escocia. Luego de haber formado los Capítulos Enoch 909 n.º 1, Noah 911 n.º 2, Moshe 912 n.º 3 y Bóveda Real de Manabí n.º 4, se consideró formar un Gran Capítulo Supremo del Real Arco en la República del Ecuador, que cuenta con el Reconocimiento y Regularidad de Origen, ya que todos sus miembros forman parte de la Gran Logia del Ecuador. [cita requerida]
A tal magno y solemne evento, acudió el Primer Gran Principal de Escocia, M.E.C. William Ramsay McGhee, que es también el Gran Maestro Masón de la Gran Logia de Antiguos Libres y Aceptados Masones de Escocia; el M.E.C. John Nisbet Steel, Segundo Gran Principal; el M.E.C. Alan Andrew Buntain, Gran Tesorero que fungió como Tercer Gran Principal, el M.E.C. Douglas Wallace Duncan, Gran Escriba Esdras y el M.E.C. Ian Harper Duncan, Gran Director de Ceremonias.
Se instaló como Primer Gran Principal al M.E.C. Andrés Álvarez, Diputado Primer Gran Principal al M.E.C. Juan Morejón, Segundo Gran Principal al M.E.C. Xavier Vázquez y como Tercer Gran Principal al M.E.C. Byron Ojeda.
Se llevó a cabo la Instalación de todos los Grandes Portadores de Oficio y se entregó la Gran Carta Patente firmada por los Primeros y Segundos Grandes Principales, así como de los dos Grandes Esrcibas Esdras de ambos Grandes Capítulos.
De esta manera, el Ecuador cuenta con un Gran Capítulo Supremo del Real Arco que brinda a los Masones Regulares la oportunidad de acrecentar su conocimiento y perfeccionamiento en el Compañerismo y Espiritualidad, lo que coloca a la Gran Logia del Ecuador en el sitial internacional que profesa bajo los principios de reconocimiento de las Grandes Logias Fundacionales, como los son: Gran Logia Unida de Inglaterra, Gran Logia de Irlanda y Gran Logia de Escocia, además de la Gran Asamblea de Grandes Maestros de Norteamérica y todas las Grandes Logias del mundo que cuentan con ese principio de reconocimiento de regularidad, donde no se trata temas de política o religión y que cuenta con una Gran Carta Patente de origen. [cita requerida]

## Masones en la historia del Ecuador

### Masones ecuatorianos
- Pedro Vicente Maldonado (Riobamba 1704-1748) Científico y humanista, fue uno de los principales colaboradores en la Primera Misión Geodésica Francesa. Además de político, físico y matemático, fue astrónomo, topógrafo y geógrafo.
- Eugenio Espejo (Quito 1747-1795) Médico, periodista y ensayista. Perteneció a la logia "La Concordia". Según varios escritos masónicos Espejo, José Mejía Lequerica, Juan Pío Montúfar y otros fueron los mentalizadores de la independencia de Quito, seguían los principios masónicos de libertad y valores entre los seres humanos.
- José Joaquín de Olmedo (Guayaquil 1780-1847) Abogado, literato y político, ilustre y noble personaje guayaquileño, prócer de la independencia de Guayaquil.
- Eloy Alfaro (Montecristi 1842-Quito 1912) Militar, fue presidente de la República y líder de la revolución liberal ecuatoriana.
- José María Velasco Ibarra (Quito 1893-1979) Político y gobernante del Ecuador por cinco ocasiones, desde su gobierno la Masonería ha operado con regularidad en el país.

### Masones célebres
- Juan Pío Montúfar
- Carlos de Montúfar y Larrea
- José Mejía Lequerica
- Pedro Moncayo y Esparza
- Francisco de Paula Lavayen
- Vicente Rocafuerte
- José María Urbina y Viteri
- Francisco Robles
- Juan Montalvo
- Luis Vargas Torres
- José Peralta
- Luis Napoleón Dillon
- Pío Jaramillo Alvarado
- Jorge Carrera Andrade
- José de la Cuadra
- Benjamín Carrión

### Masones latinoamericanos
- Simón Bolívar
- Antonio José de Sucre
- Andrés Bello
- Francisco de Miranda
- Bernardo O'Higgins
- José Antonio Páez
- Rafael Urdaneta
- Francisco de Paula Santander
- José de San Martín

### Otros masones
- José de Cuero y Caicedo
- Abdón Calderón Muñoz
- Jorge Carrera Andrade
- Federico Malo Andrade
- Pedro de Montúfar
- Fausto Navarro Allende
- Ismael Pérez Pazmiño
- José de Villamil
- Pedro Saad Herrería